# Kuwaru
Kuwaru is een bestuurslaag in het regentschap Kebumen van de provincie Midden-Java, Indonesië. Kuwaru telt 1846 inwoners (volkstelling 2010).